# Storbritanniens socialistiska parti
Storbritanniens socialistiska parti (Socialist Party of Great Britain, förkortat SPGB), är ett brittiskt socialistiskt parti. Partiet grundades 1904 som en utbrytargrupp från Social Democratic Federation (SDF).
Partiet förespråkar att använda valurnan för revolutionära syften, är emot både leninism och reformism, och var tidig med beskriva oktoberrevolutionen och bolsjevikpartiet som ickesocialistiska.
Partiet ser socialismen som ett klasslöst och internationellt samhälle utan stat eller pengar, där egendomen ägs gemensamt och där produktionsmedlen styrs demokratiskt. De anser även att socialismen enbart kan förverkligas om majoritetens av världens befolkning är socialister.
Partiet är en del av organisationen World Socialist Movement.
Partiet ser politiskt ledarskap som odemokratiskt och har därför ingen partiledare.